# 荒川区役所前停留場
荒川区役所前停留場（あらかわくやくしょまえていりゅうじょう）は、東京都荒川区荒川一丁目にある東京都交通局都電荒川線（東京さくらトラム）の停留場である。駅番号はSA 03。

## 歴史
- 1913年（大正2年）4月1日：王子電気軌道三ノ輪（現・三ノ輪橋） - 飛鳥山下（現・梶原）間開業時に千住間道停留場（せんじゅかんどうていりゅうじょう）として開業。
- 1942年（昭和17年）2月1日：王子電気軌道の東京市への事業譲渡により、東京市電（現・東京都電車）三河島線（現・荒川線）の停留場となる。この頃三河島二丁目停留場に改称。
- 1961年（昭和36年）：荒川区役所前停留場に改称。

## 停留場構造
相対式ホーム2面2線を有する地上駅。
| 乗車ホーム | 路線                            | 方向 | 行先         |
| ---------- | ------------------------------- | ---- | ------------ |
| 北側       | 都電荒川線 （東京さくらトラム） | 上り | 三ノ輪橋方面 |
| 南側       | 都電荒川線 （東京さくらトラム） | 下り | 早稲田方面   |

## 停留場周辺
- 荒川区役所
- サンパール荒川（荒川区民会館）
- 荒川郵便局
- 荒川警察署
- 荒川消防署
- 荒川区立第三峡田小学校
- ドン・ボスコ保育園
- 三河島教会
- 荒川区立第一中学校
- 荒川公園

## バス路線
いずれも停留場から約200メートル西側の明治通り上にある。
荒川区役所前
- 都営バス
  - 里22：日暮里駅前行 / 亀戸駅前行・南千住車庫前行
  - 草63：浅草寿町行 / 池袋駅東口行・巣鴨駅前行
  - 草64：浅草雷門南行 / 池袋駅東口行・とげぬき地蔵前行

荒川区役所
- 京成バス（荒川区コミュニティバス）
  - 南千01・南千02（さくら）：南千住駅西口行

## 隣の停留場
東京都交通局
 都電荒川線（東京さくらトラム）
荒川一中前停留場 (SA 02) - 荒川区役所前停留場 (SA 03) - 荒川二丁目停留場 (SA 04)